# Janina Lutrosińska
Janina Lutrosińska (ur. 20 czerwca 1914 w Łodzi, zm. 25 marca 1935, tamże) – polska lekkoatletka i hazenistka, zawodniczka ŁKS Łódź.

## Życiorys
Ukończyła naukę w Gimnazjum Humanistycznym Z. Pętkowskiej i W. Macińskiej w Łodzi. Srebrna medalistka mistrzostw Polski w skoku wzwyż (1931) i złota medalistka mistrzostw polski w skoku w dal z miejsca (1932). W barwach ŁKS Łódź zdobyła mistrzostwo Polski w hazenie (1932).
Pochowana została w części rzymskokatolickiej Starego Cmentarza w Łodzi.

## Rekordy życiowe
- skok wzwyż: 1,40 m
- sok w dal z miejsca: 2,47 m
- skok w dal: 4,40 m[1]